# Mittelhof (Wertheim)
Mittelhof, früher auch Lenginvelt und Lenfelder Hof genannt, ist ein Wohnplatz auf der Gemarkung der Wertheimer Ortschaft Höhefeld im Main-Tauber-Kreis in Baden-Württemberg.

## Geographie

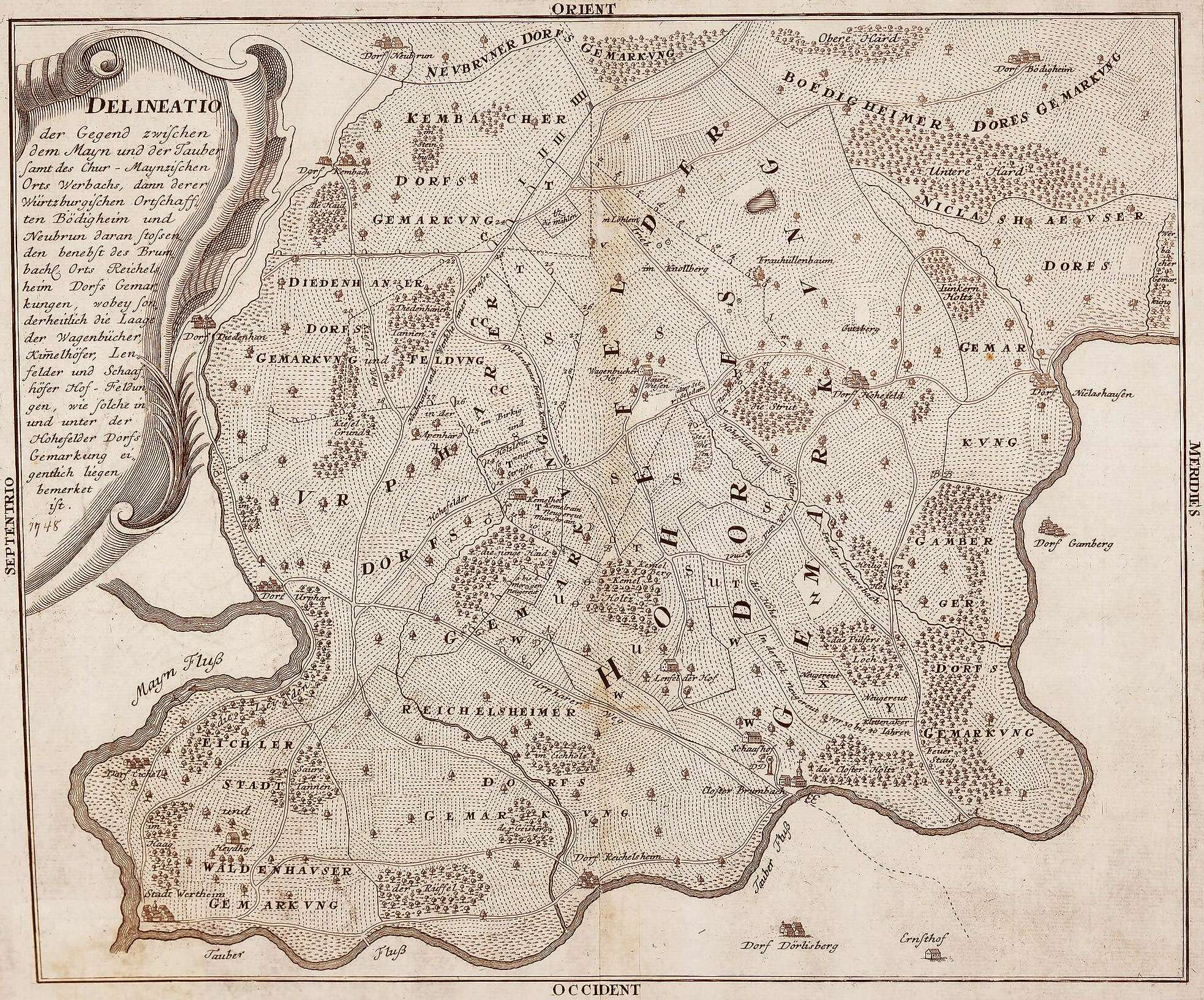
Auf einer Karte von 1748 wurde der Mittelhof noch als Lenfelder Hof erwähnt

Mittelhof befindet sich zwischen den Wertheimer Ortschaften Höhefeld und Reicholzheim-Bronnbach. Die Gemarkung wird durch den Brunnenbach entwässert, einem rechten Zufluss der Tauber bei Bronnbach.

## Geschichte
Der Ort wurde im Jahre 1165 erstmals urkundlich als Lenginvelt erwähnt. Es handelte sich um einen Hof des Klosters Bronnbach. Im Jahre 1245 wurde eine Grangie erwähnt. Es handelte sich stets um Zubehör des Klosters Bronnbach. Auf einer Karte von 1748 wurde der Wohnplatz als Lenfelder Hof erwähnt. 1814 wurde über das Zweite Landamt Wertheim von 8 Einwohnern des Mittelhofs berichtet. Der Wohnplatz kam als Teil der ehemals selbständigen Gemeinde Höhefeld am 1. Januar 1975 zur Stadt Wertheim.

## Kulturdenkmale
Kulturdenkmale in der Nähe des Wohnplatzes sind in der Liste der Kulturdenkmale in Wertheim verzeichnet.

## Verkehr
Der Ort ist über die K 2822 zu erreichen.